# 金特·赫尔曼 (1939年)
金特·赫尔曼（德語：Günther Herrmann，1939年9月11日—2023年7月22日），德国前男子足球运动员，场上位置是中场。他曾代表西德国家队参加1962年国际足联世界杯，结果队伍止步八强。